# ماكس إيفز
ماكس إيفز (بالإنجليزية: Max Eaves) هو القافز بالزانة بريطاني، ولد في 31 مايو 1988 في أسكوت في المملكة المتحدة.

## وصلات خارجية
- ماكس إيفز على موقع الاتحاد الدولي لألعاب القوى (الإنجليزية)
- ماكس إيفز على موقع الدوري الماسي (الإنجليزية)
- ماكس إيفز على موقع اتحاد ألعاب الكومنولث (مؤرشف) (الإنجليزية)
- ماكس إيفز على موقع اتحاد ألعاب الكومنولث (مؤرشف) (الإنجليزية)